# Sensor.Community
 (janvier 2024).
Sensor.Community est une communauté, basée sur les sciences citoyennes, utilisant des micro-capteurs opensource pour mesurer les particules fines dans l'air, ainsi que le niveau de bruit.

## Historique

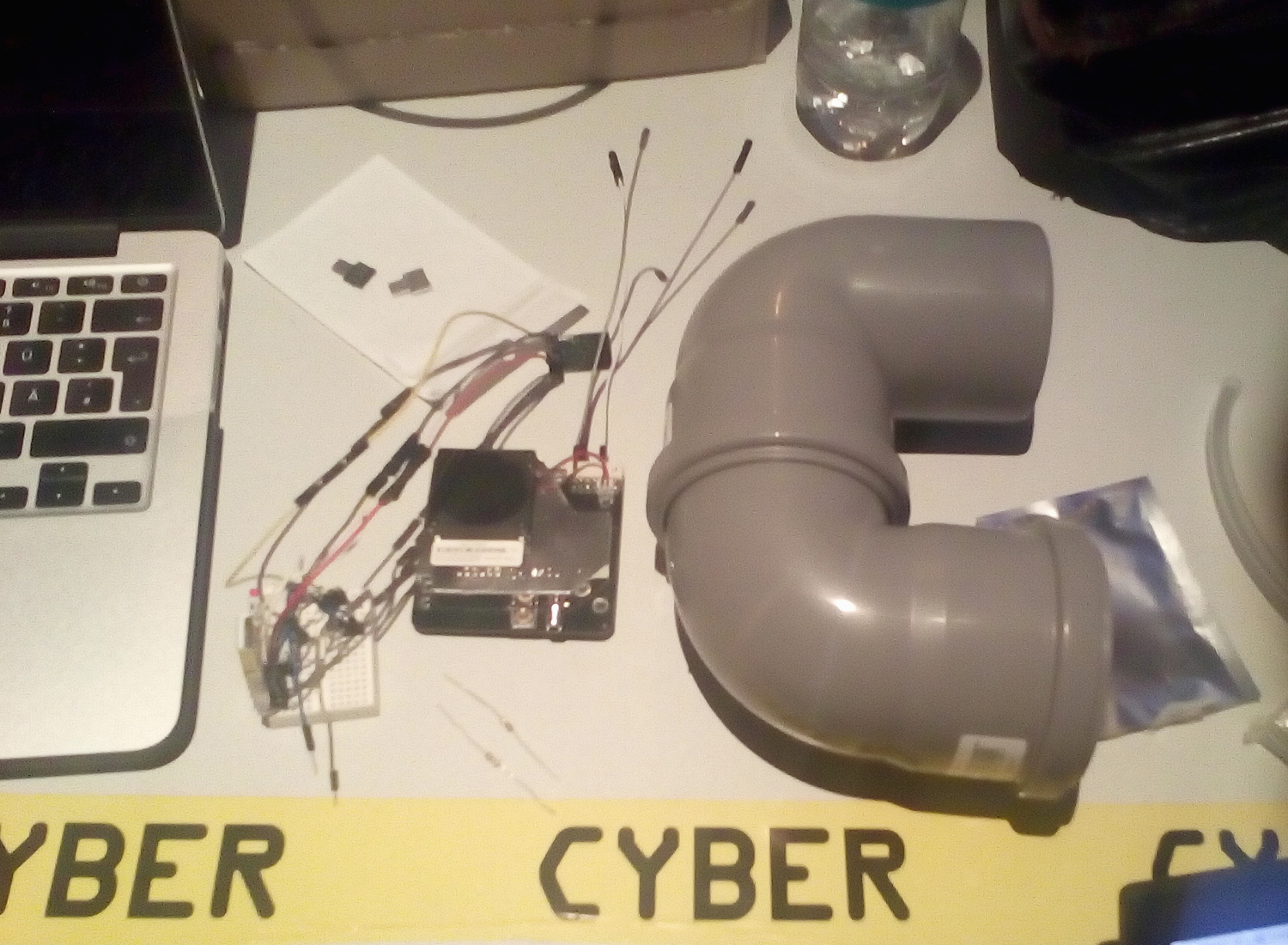
Atelier de montage de capteur Sensor Community

Sensor.Community (qui s'appelait "Luftdaten" jusqu'en janvier 2020) est un projet open source de science collaborative développé à l'origine à Stuttgart en Allemagne, dans le cadre de l'initiative Code for Germany de l'Open Knowledge Foundation Germany.

## Le capteur de particules fines
L'équipe a facilité la fabrication d'un détecteur de particules bon marché (environ 20 € en 2019), dont l'efficacité est reconnue,. Les codes sources tant du firmware que de la carte interactive ou de l'API de collecte des données sont disponibles en ligne. 

## Le capteur numérique de mesure du bruit
Depuis 2020, le projet propose également le DNMS (Digital Noise Measurement Sensor) qui mesure le LAeq, le niveau continu équivalent exprimé en dB(A), utilisé, entre autres, dans la réglementation française. Une seconde platine portant un processeur et un microphone numérique s'ajoute à la platine principale du capteur. Les instructions de montage et le firmware sont disponibles sur le site Sensor.Community et sur Github. 

### Le déploiement dans le monde et en France
Des capteurs ont été installés en France notamment à l'initiative de Fablab. Et aussi via l'opération Ambassad'Air de Rennes. Fin novembre 2022, d'après les compteurs disponibles sur la page d'accueil, 13457 capteurs sont actifs dans 77 pays. Ils ont générés 20 milliards de mesures librement accessibles dans les archives libres.
Les données sont reprises officiellement par l'Institut national de la santé publique et de l'environnement des Pays-Bas sur son portail pour la qualité de l'air Samen Meten.

## Carte instantanée des particules fines et du bruit

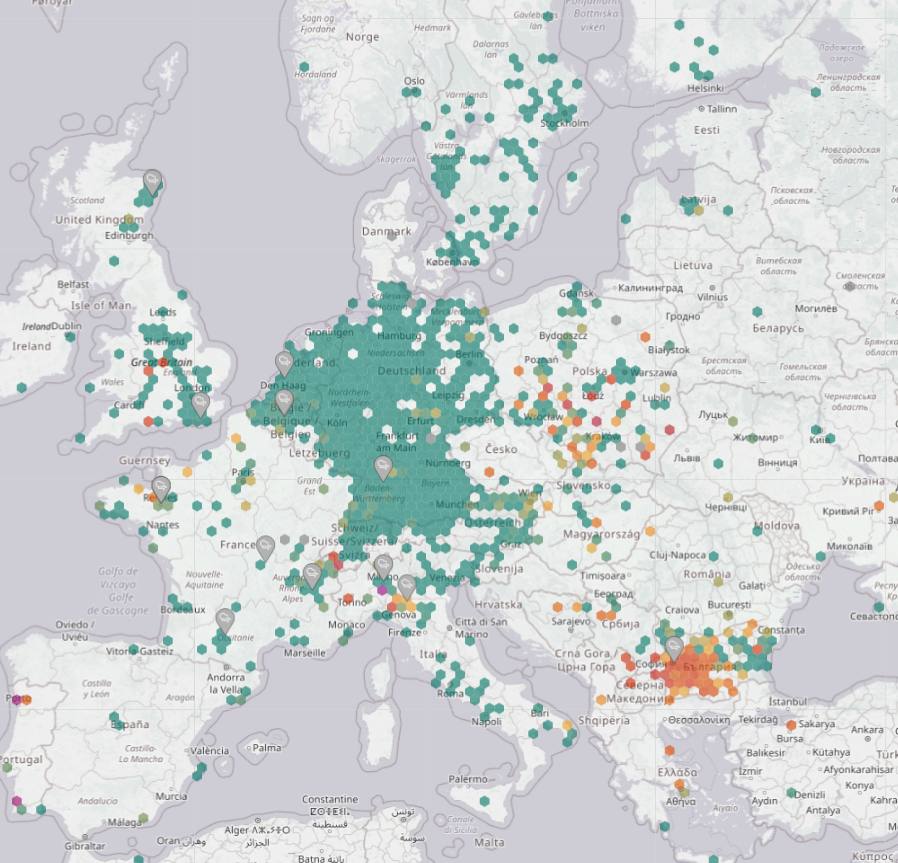
Carte de mesure des particules fines

Les mesures du réseau de détecteurs Sensor.Community permettent d'observer les niveaux de particules fines et de décibels dans de nombreuses régions d'Europe et du monde, à partir de détecteurs installés chez des particuliers. 